# Salvador (album)
Salvador è un album del disc jockey cileno Ricardo Villalobos, realizzato nel 2006.

## Lista delle tracce
1. Que Belle Epoque - 12:57
2. Tempura - 10:29
3. Suesse Cheques - 7:17
4. Unflug - 6:51
5. Lazer@present - 7:31
6. Logohitz - 7:51
7. Lugom-Ix - 11:18
8. Electrolatino (R. Villalobos' 'Lektro Carino Mix) - 15:30